# ФК Приморје
НК Приморје је фудбалски клуб из Ајдовшчине у Словенији, који игра у Првој лиги Словеније од сезоне 1993/94.

## Историја клуба
Две године по оснивању словенске фудбалске организације (1919), у лето 1921. основан је спортски клуб Ајдовшчина - Штурје (СКАШ) који је у префекури у Горици регистрован 1. јула 1924. За првог предесника је изабран Рико Нусдорфер.
До почетка рата клуб је играо само утакмице са клубовима из околних места јер су због лоше финансијске ситуације сами играчи сносили трошкове. Пред сам рат 1929. да би окупили и придобили омладину и ширили дух фашизма Италијани су почели изградњу стадиона на месту где се и данас налази. 
По завршетку рата у заносу, почнимо све ново, месни заљубљеници у фудбал оснивају 1946. Фискултурно друштво Ајдовшчина у којем је поред фудбала деловала и кошаркашка и аткетска секција. Прву званичну утакмицу је одиграла у јуну 1946, а затим екипа учествује у лигашком такмичењу у тадашњој Зона Б. У сезони 1947/48 друштво мења име и Фискултурно друштво Бурја и почиње играти у приморској фудбалској лиги. Године 1948. je основан Горички фудбалски подсавез, чији је члан постао и клуб из Ајдовшчине, када је почела и обнова игралишта.
Почетком 1949. друштво поново мења назив и постаје Синдикално спортско друштво Младост. 
На скупштини клуба 1. априла 1954 друштво добија назив СД Приморје, да би 18. јануара 1970. поново променило у данашњи НК Приморје.
Чланом Прве словеначке лиге постаје 1975. и у тој сезони постижу своје највеће успехе освајањем 3 места и играњем у финалу Југослованског купа за подручје Словеније.
Нова преломница је настала 1991. по осамостаљивању Словеније, када постаје чланом Прве словеначке фудбалске лиге. У лиги и купу игра са променљивим успехом (види табелу), а 1997/98 као финалиста купа учествује први пут у неком европском такмичењу. Овог пута је то био Куп победника купова у којем је стигла до осмине финала. Екипа Приморја играла је још и у Интертото куп и два пута у УЕФА купу.

## Пласмани по сезонама уСНЛи купу
| Сезона  | Пласман лига | Број клубова | Пласман куп  |
| ------- | ------------ | ------------ | ------------ |
| 1991/92 | 17           | 21           | полуфинале   |
| 1992/93 | 2 (2. лига)  | 16           | четвртфинале |
| 1993/94 | 12           | 16           | 1/16         |
| 1994/95 | 9            | 16           | 1/8          |
| 1995/96 | 8            | 10           | фунале       |
| 1996/97 | 2            | 10           | финале       |
| 1997/98 | 4            | 10           | финале       |
| 1998/99 | 9            | 12           | 1/8          |
| 1999/00 | 5            | 12           | четвртфинале |
| 2000/01 | 3            | 12           | четвртфинале |
| 2001/02 | 2            | 12           | 1/16         |
| 2002/03 | 6            | 12           | финале       |
| 2003/04 | 6            | 12           | финале       |
| 2004/05 | 4            | 12           | 1/8          |
| 2005/06 | 8            | 10           | 1/8          |
| 2006/07 | 5            | 10           | четвртфинале |
| 2007/08 | 6            | 10           | 1/8          |
| 2008/09 | 10           | 10           | четвртфинале |
| 2009/10 | 1 (2. лига)  | 10           | 1/8          |
| 2010/11 | 10           | 10           | 1/8          |

## Пласнам НК Приморје на вечној табели клубова уСНЛ
| Плас. | Тим         | Број сезона | ИГ  | Д   | Н   | ИЗ  | ГД  | ГП  | Бод |
| ----- | ----------- | ----------- | --- | --- | --- | --- | --- | --- | --- |
| 5     | НК Приморје | 15          | 505 | 202 | 130 | 175 | 757 | 644 | 704 |

ИГ = Играо утакмица; Д = Добио; Н = Нерешио; ИЗ = Изгубио; ГД = Голова дао; ГП = Голова примио; Бод = Бодови

## НК Приморје у европским такмичењима
| Сезона  | Такмичење            | Ранг          | Земља     | Клуб                     | Резултат |
| ------- | -------------------- | ------------- | --------- | ------------------------ | -------- |
| 1997/98 | Куп победника купова | кв.           |           | ФК Унион Луксембург      | 2-0, 1-0 |
|         |                      | 1 коло        | Шведска   | ФК АИК Стокхолм          | 1-0, 0-0 |
|         |                      | осмина финала | Холандија | ФК Рода                  | 0-2, 0-4 |
| 2000    | Интертото куп        | 1 коло        | Белгија   | ФК Вестерло              | 5-0, 6-0 |
|         |                      | 2 коло        | Русија    | ФК Зенит Санкт Петербург | 0-3, 1-3 |
| 2002/03 | УЕФА куп             | коло кв.      | Јерменија | ФК Zvartnots Ереван      | 6-1, 0-2 |
|         |                      | 1 коло        | Пољска    | ФК Висла Краков          | 0-2, 1-6 |
| 2004/05 | УЕФА куп             | 1 коло кв.    | Малта     | ФК Marsaxlokk            | 1-0, 2-0 |
|         |                      | 2 коло кв.    | Хрватска  | НК Динамо Загреб         | 0-4, 2-0 |